# Centre mondial baha'i
Cette page contient des caractères spéciaux ou non latins. S’ils s’affichent mal (▯, ?, etc.), consultez la page d’aide Unicode.

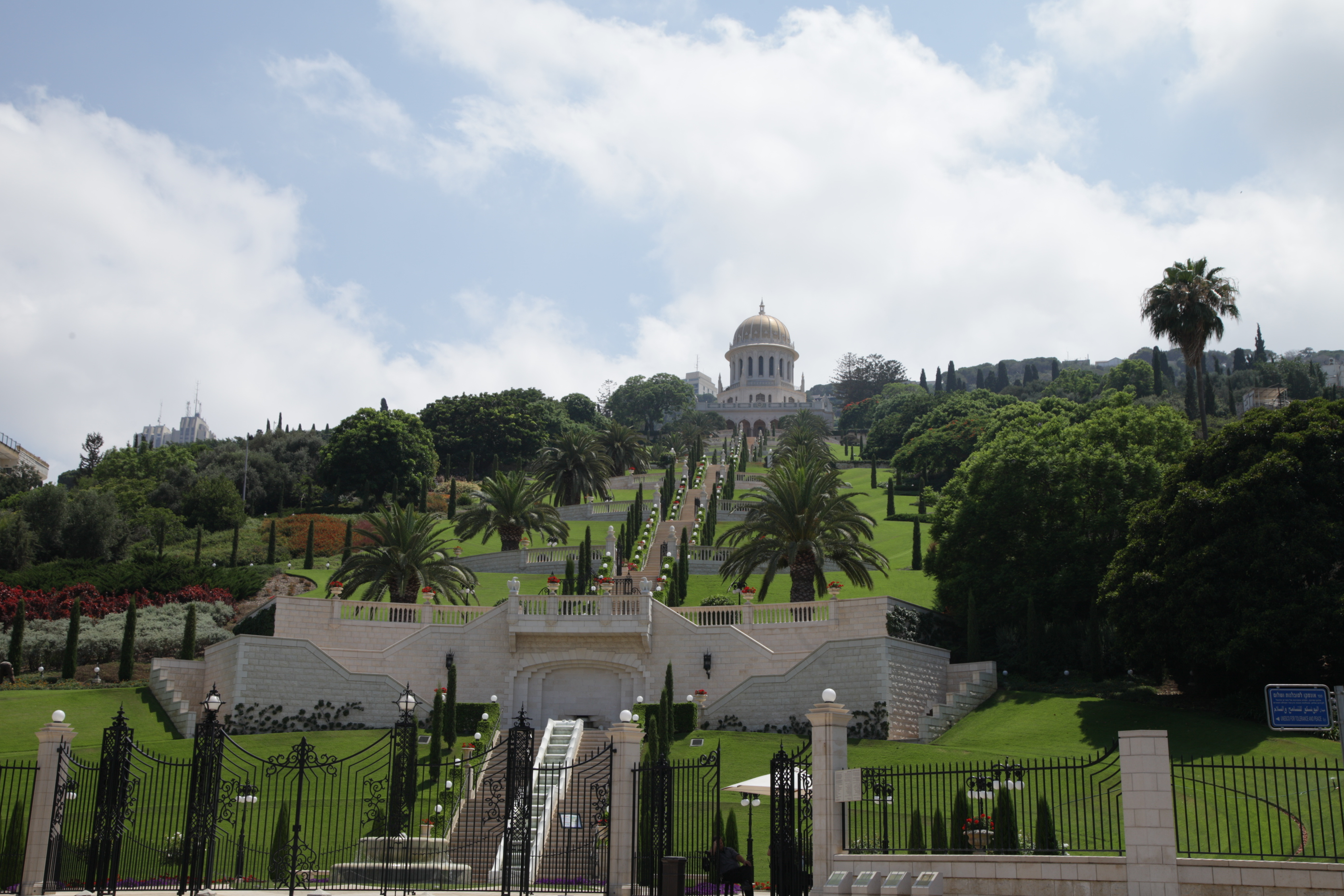
Mont Carmel, avec le mausolée du Báb en arrière-plan, à Haïfa, en Israël.

Le centre mondial baha'i est le nom donné au centre spirituel et administratif des baha'is, localisé en Israël. Il est composé du mausolée de Bahāʾ-Allāh, situé près d'Acre, du mausolée du Báb et ses terrasses sur le mont Carmel à Haïfa, ainsi que de divers autres bâtiments, incluant l'arc baha'i.
Une grande partie de la gouvernance et de la coordination de la foi baha'ie a lieu dans ce centre, comme la prise de décisions touchant la religion baha'ie en général, ou l'étude et la traduction des écritures sacrées bahai'es. La Maison universelle de justice, située à Haïfa, est l'organe suprême de la gouvernance du bahaïsme. Le centre mondial baha'i constitue par ailleurs le lieu de pèlerinage de cette religion.
L'existence du centre remonte à la Syrie ottomane, aux années 1850 et 1860, lorsque le chah d'Iran Nasseredin Shah et le sultan ottoman Abdulaziz réussirent à exiler Bahāʾ-Allāh hors d'Iran pour l'assigner à résidence à vie dans la forteresse d'Acre et ses environs.
Une grande partie du centre, plus précisément les bâtiments situés sur la pente nord du mont Carmel, fut classée Patrimoine mondial en juillet 2008.

## Histoire
L'histoire du centre mondial baha'i est liée à une série d'exils et d'incarcérations du fondateur du bahaïsme, Bahāʾ-Allāh. Après avoir été exilé hors d'Iran par le Chah Nasseredin Shah en 1853, Bahāʾ-Allāh s'établit à Bagdad, qui faisait alors partie de l'Empire ottoman. Peu après et à la demande du même Chah, il fut à nouveau exilé, de plus en plus éloigné d'Iran, pour s'établir finalement à Acre, en 1868. Bahāʾ-Allāh vécut le reste de ses jours dans cette ville et ses environs. Il communiquait avec ses disciples répandus au Moyen-Orient, en Asie centrale et en Inde par le biais de messagers spéciaux. Acre devint alors le centre du bahaïsme en pleine expansion. Après l'allègement des conditions de son incarcération par les autorités ottomanes, les disciples de Bahāʾ-Allāh vinrent lui rendre visite, et son lieu de séjour devint alors la destination du pèlerinage baha'i.

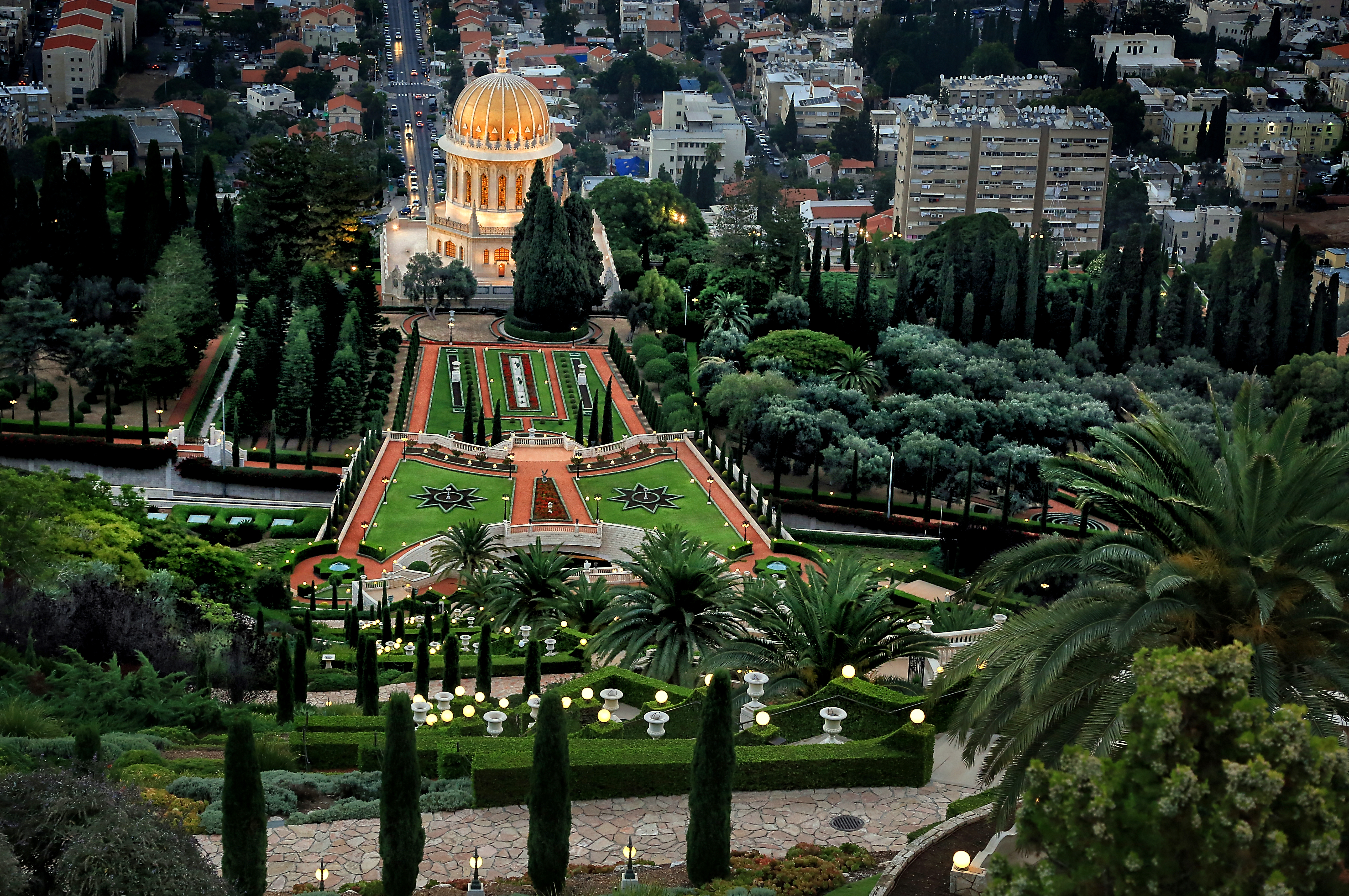
Mausolée du Báb.

Bahāʾ-Allāh indiqua à son fils ʿAbd-al-Bahāʾ, durant une visite à Haïfa, le futur emplacement du mausolée du Báb sur le mont Carmel. De même, l'établissement du centre administratif du bahaïsme sur le mont Carmel fut préconisé par Bahāʾ-Allāh à travers la Tablette du Carmel, considérée comme l'un des documents fondateurs de l'administration baha'ie.
Bahāʾ-Allāh mourut en 1892 près d'Acre et fut enterré chez lui, dans le manoir de Bahji, adjacent à l'actuel mausolée du défunt. Son fils ʿAbd-al-Bahāʾ, bien qu'étant également officiellement prisonnier, lui succéda alors à la tête de la religion baha'ie. Il poursuivit la correspondance avec les baha'is du monde entier, et désormais parmi eux des Occidentaux. Conformément aux instructions de son père, il organisa le transfert des restes du Bab d'Iran vers la Palestine, acheta les terres du mont Carmel destinées à accueillir la dépouille et entreprit la construction du mausolée du Báb, dont la structure de base fut édifiée entre 1899 et 1909. L'ensemble du mausolée, tel qu'il peut être admiré actuellement, fut achevé en 1954.

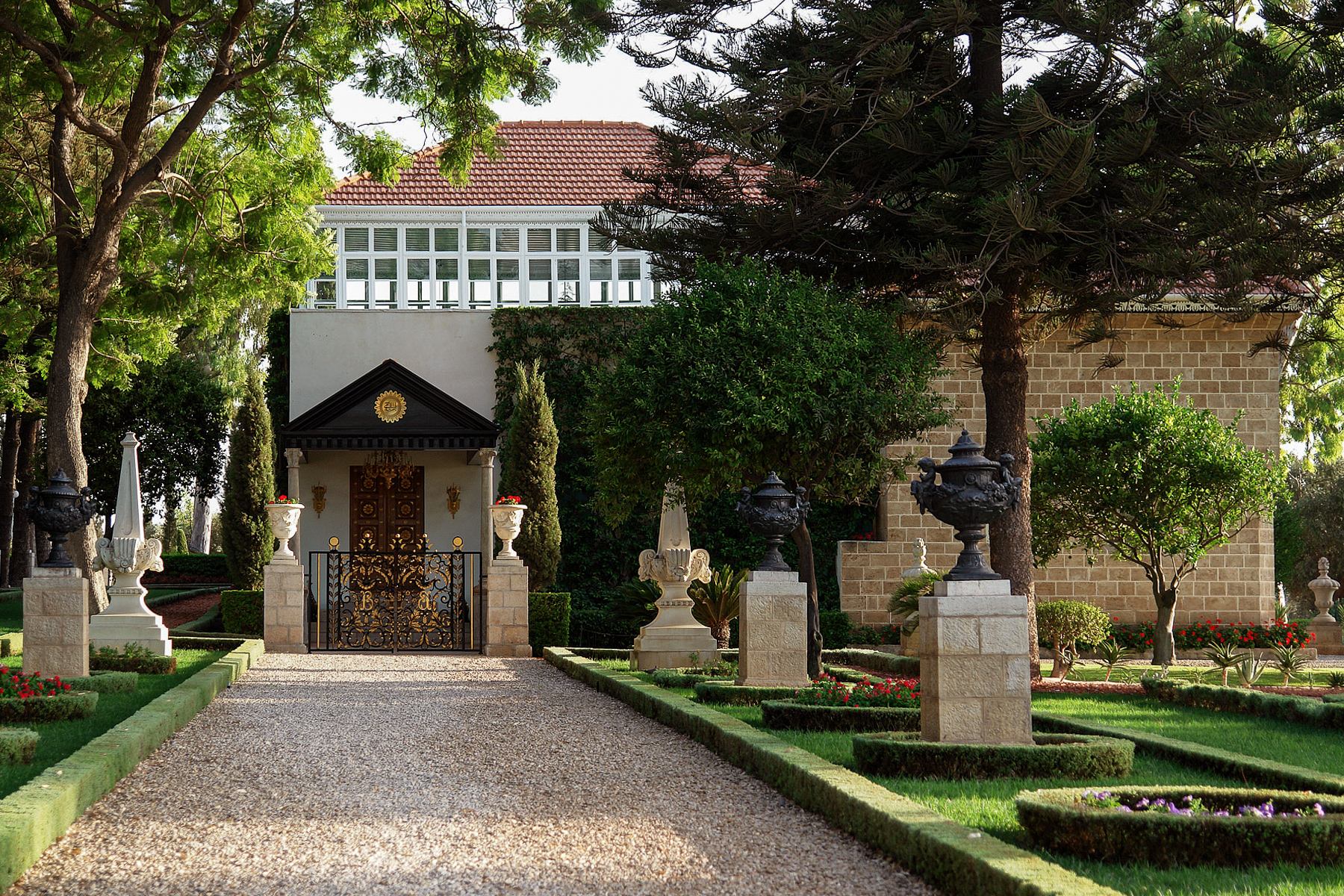
Mausolée de Bahāʾ-Allāh, près d'Acre, en Israël.

En 1908, la révolution des Jeunes-Turcs permit à tous les prisonniers politiques de l'Empire ottoman, dont ʿAbd-al-Bahāʾ, de recouvrer leur liberté. Ce dernier en profita pour s'installer à Haïfa près du mausolée du Báb. Depuis lors, le centre administratif de la religion baha'ie fut établi dans cette ville. Durant les dernières années de la vie de ʿAbd-al-Bahāʾ, un nombre grandissant de disciples baha'is entraîna le recrutement de secrétaires pour aider à la correspondance, ainsi que la construction de la Maison des pèlerins. ʿAbd-al-Bahāʾmourut en 1921 à Haïfa en Palestine sous protectorat britannique.
Shoghi Effendi succéda à son grand-père ʿAbd-al-Bahāʾ à la tête du bahaïsme, et dirigea le développement d'un certain nombre de projets dans le centre. Il rénova notamment la maison de Bahāʾ-Allāh — le manoir de Bahji — en 1929, et aux années 1950 obtint les terres environnant le centre pour y créer plusieurs jardins. Il obtint également la possession de certains sites à Acre relatifs à la vie de Bahāʾ-Allāh dans cette ville, notamment la maison de ʿAbbūd. À Haïfa, il modifia le Mausolée du Báb en le recouvrant entre 1948 et 1953 d'un dôme doré et acheta les terres environnant le mausolée pour y créer des jardins. De plus, Shoghi Effendi décida que les bâtiments devant accueillir les institutions de la religion imaginées par Bahāʾ-Allāh dans la Tablette du Carmel, incluant la Maison Universelle de Justice, seraient disposés en arc, entourés de jardins. Le point d'appui de l'arc serait alors le Jardin des Monuments, abritant les sépultures de certains membres de la famille baha'ie sacrée. De son vivant, Shoghi Effendi initia la construction d'un des bâtiments de l'arc baha'i, à savoir le bâtiment des Archives Internationales.

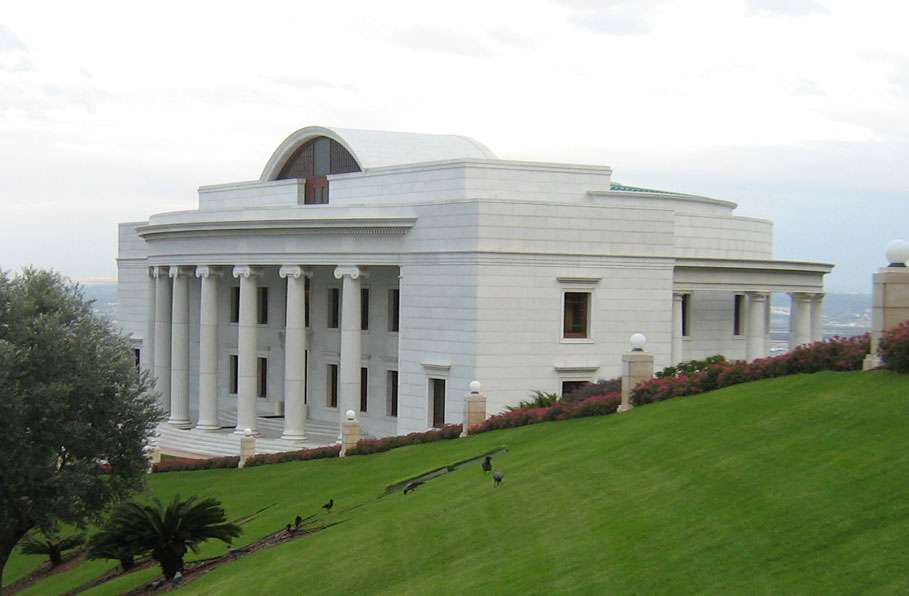
Centre international de l'enseignement, Haïfa, Israël.

L'arc baha'i est progressivement constitué par l'achèvement des constructions du siège de la Maison Universelle de Justice en 1982, du Centre d'études des textes sacrés en 1999, et du siège du Centre international de l'enseignement en 2000, ainsi que des 19 terrasses baha'ies autour du Mausolée du Báb en 2001. La construction de la Bibliothèque internationale baha'ie est actuellement à l'état de projet.

## Administration
Une grande partie de la gouvernance et de la coordination de la foi baha'ie a lieu dans ce centre, comme la prise de décisions touchant au bahaïsme en général, ou l'étude et la traduction des écritures sacrées bahai'es. L'organe suprême de la gouvernance du bahaïsme, la Maison Universelle de Justice, se situe à Haïfa, de même que le Centre International de l'Enseignement, chargé de coordonner les activités des Conseillers Continentaux, ainsi que de la liaison de ces derniers avec la Maison Universelle de Justice.

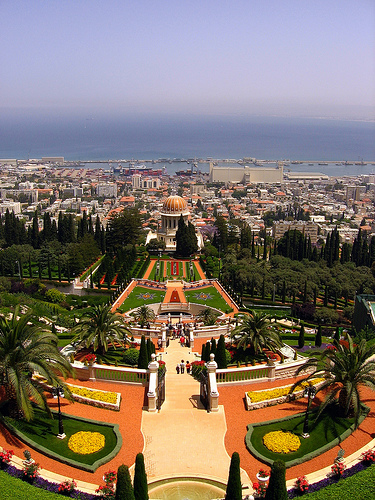
Terrasses et jardins du mont Carmel, Haïfa, Israël.

À l'époque de Shoghi Effendi, la Palestine sous mandat britannique faisait l'objet de tensions grandissantes entre les Sionistes juifs et les Arabes. À la fin du mandat britannique et à la suite de la guerre israélo-arabe de 1948, la majorité des baha'is quittèrent le jeune État israélien. Shoghi Effendi ainsi que certains baha'is décidèrent de rester. En 1963 furent élus les neuf premiers membres de la Maison Universelle de Justice. Depuis lors, le personnel du centre universel baha'i ne cessa d'augmenter pour atteindre quelques centaines d'individus, issus d'une soixantaine de pays différents. L'augmentation de l'effectif était nécessaire afin de subvenir à une communauté mondiale baha'ie de plus en plus nombreuse, ainsi que pour soutenir la diversification des activités effectuées au centre. Le personnel est affecté à divers départements dépendant de la Maison Universelle de Justice, notamment les départements de la correspondance avec les baha'is du monde, de la finance, de la recherche, de la statistique et de la maintenance des bâtiments et des jardins. Le personnel est également affecté au sein d'autres parties du centre, dont le Bureau pour le développement socio-économique ainsi que le Centre International de l'Enseignement.

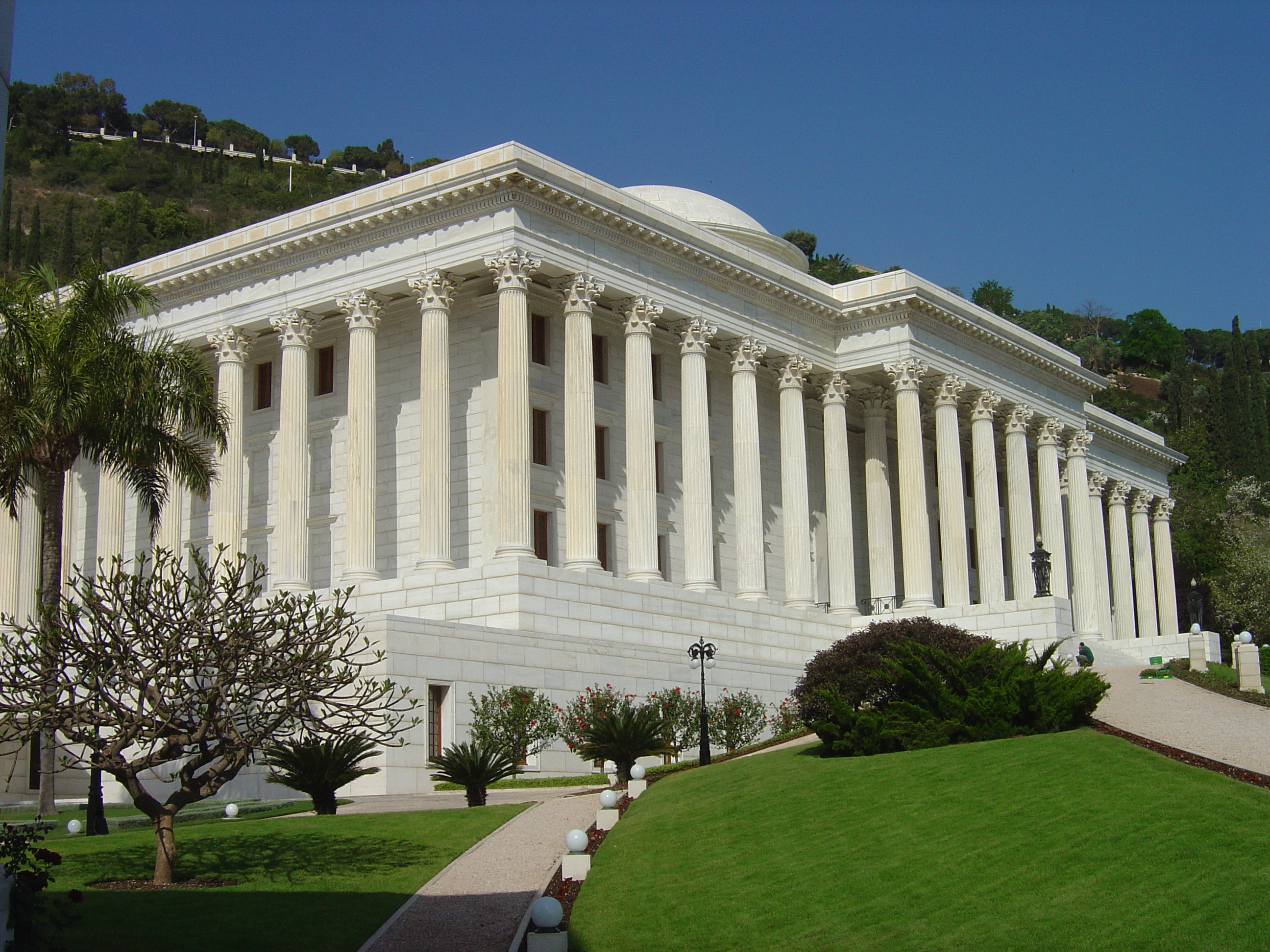
Siège de la Maison Universelle de Justice, Haïfa, Israël

Paradoxalement, malgré un effectif affecté à Haïfa et à Acre composé de centaines d'individus, il n'y a pas de communauté baha'ie en Israël dans le sens cultuel du terme, dans la mesure où les fêtes des dix-neuf jours et les assemblées spirituelles, entre autres, sont absentes. Plus encore, Bahāʾ-Allāh, de son vivant, s'était interdit d'enseigner la religion baha'ie à la population locale palestinienne. La conversion des Israéliens au bahaïsme n'est donc pas reconnue par l'administration baha'ie. La Maison Universelle de Justice publia en 1995 un communiqué allant dans ce sens : « ... la population israélienne peut obtenir des informations factuelles au sujet de la Foi bahá’íe, de son histoire et de ses principes généraux. Des livres traitant de la Foi sont disponibles dans les bibliothèques en Israël, et les Israéliens sont les bienvenus dans les mausolées et leurs jardins environnants. Néanmoins, conformément à une politique strictement suivie depuis le temps de Bahá’u’lláh, les bahá’ís n'enseignent pas la Foi en Israël. De même, la Foi n'est pas enseignée aux ressortissants israéliens ayant l'intention de rentrer en Israël. Quand les Israéliens demandent à propos de la Foi, des réponses leur sont données, mais il s'agit de réponses apportant des informations factuelles sans pour autant stimuler leur intérêt ».